# روجر برات
روجر برات (بالإنجليزية: Roger Pratt)‏ هو مصور سينمائي بريطاني، ولد في 27 فبراير 1947 في ليستر في المملكة المتحدة.

## وصلات خارجية
- روجر برات على موقع IMDb (الإنجليزية)
- روجر برات على موقع ألو سيني (الفرنسية)
- روجر برات على موقع أول موفي (الإنجليزية)
- روجر برات على موقع قاعدة بيانات الأفلام السويدية (السويدية)
- روجر برات على موقع قاعدة بيانات الفيلم (الإنجليزية)
- روجر برات على موقع كينوبويسك (الروسية)